# Fantomex
Fantomex è un personaggio dei fumetti creato da Grant Morrison (testi) e Igor Kordey (disegni), pubblicato dalla Marvel Comics. Apparso per la prima volta sulle pagine di New X-Men (prima serie) n. 128 (agosto 2002), è uno degli esemplari di ibridi mutante-Sentinella sviluppati dal Programma Arma Plus.

## Storia editoriale
Per la creazione di Fantomex Grant Morrison trasse ispirazione da Diabolik, protagonista dell'omonimo fumetto italiano (tanto che la sua partner E.V.A. prende il nome della storica amante Eva Kant) e dal personaggio letterario francese Fantômas, che ha giocato un ruolo non indifferente nella scelta del nome.

## Biografia del personaggio

### Origini
Fantomex è stato creato insieme a suo fratello gemello nei laboratori del Programma Arma Plus con sede nel Regno Unito. All'interno del Mondo, struttura creata dall'uomo per permettere al suo interno un'accelerata evoluzione biologica tramite l'infusione di naniti in modo da creare ibridi umano-mutante-Sentinella da opporre contro la popolazione mutante, sua madre venne fecondata da nanomacchine e, una volta partorito, il bambino venne posto all'interno di camere di stasi che ne velocizzarono lo sviluppo psicofisico con innesti di tessuti tecnorganico e infusione di nanomacchine a livello cellulare. Durante questo periodo la sua designazione fu "Charlie Cluster-7", benché dopo la sua fuga adottò l'identità francese di "Jean-Philippe".

### New X-Men
Apparso sanguinante nella sede parigina di X-Corporation, Fantomex chiese asilo a Jean Grey e Charles Xavier. Presentatosi come il più famoso ladro d'Europa, affermazione che i due telepati non riuscirono a verificare grazie ai pannelli di ceramica presenti nella sua maschera che impedivano l'uso della telepatia, riuscì ad assicurarsi il loro aiuto e insieme fuggirono dall'edificio circondato dall'esercito a bordo di E.V.A. sua partner e navicella. Giunti alla sua dimora li presentò alla "madre" e l'informò dell'esistenza del Progetto Arma Plus e del test di attivazione di Arma XII all'interno del tunnel della Manica, prima di ipnotizzarsi per arrestare le sue emorragie ed estrarre i proiettili. Conclusa l'operazione i tre si lasciarono dietro la casa e la "madre", rivelatesi essere un'elaborata illusione, e giunti sul luogo del disastro si adoperarono per salvare quante più persone possibile dalle grinfie di Arma XII. Sapendo che chiunque venisse a contatto con l'essere o i suoi schiavi diventava parte di lui e suo prolungamento, Fantomex uccise Stella Nera sotto lo sguardo attonito di M prima di raggiungere il luogo in cui era stato abbandonato il contenitore di Arma XII con al suo interno un detonatore: utilizzato il dispositivo per fargli esplodere la testa salvò la vita di Xavier e Uomo Multiplo impegnati ad impedire che uscisse fuori dal tunnel. Notata la presenza di due contenitori, Jean utilizzò una crepa nella sua maschera per infiltrare i suoi pensieri e scoprire che l'altro era servito a trasportare lui dentro al tunnel e che in realtà era Arma XIII riuscito a fuggire appena prima di essere assorbito; rassicurata dalla sua volontà di non voler diventare un mercenario, bensì di guadagnarsi la sua professata reputazione di ladro, Jean lasciò che fuggisse prima dell'arrivo delle autorità. Riapparso in Afghanistan, impegnato a rubare una lista contenente i nomi degli schiavisti di mutanti più ricchi del mondo col proposito di ricattarli, incontrò la mutante Dust colpevole di aver ucciso accidentalmente i suoi rapitori. Affidatala a Wolverine, scomparì di nuovo per poi contattarlo tempo dopo offrendogli informazioni sul suo passato in cambio di un aiuto nell'uccisione di Arma XV. Raggiunto il Mondo, lui, Wolverine e Ciclope non furono in grado di impedirne la fuga e a bordo di E.V.A. volarono fino alla stazione spaziale del Programma. Mantenuta la parola, mostrò a Wolverine l'intero database di Arma Plus concernente il suo passato che questi consultò prima di dare avvio alla sequenza di auto-distruzione e uccidere Arma XV. Riusciti a fuggire su uno shuttle lui e Ciclope diedero vita ad una resistenza al regime imposto da Xorn (che aveva preso l'identità di Magneto) a New York City irrompendo nel suo palazzo e costringendolo ad uscire in strada dove venne ucciso da Wolverine.
Tempo dopo Fantomex si mise alla ricerca del defunto John Sublime riesumandone il corpo ma trovando al suo posto solo un biglietto con la scritta "Roanoke". Introdottosi di soppiatto all'interno di una struttura abbandonata di Arma X venne sorpreso da Agent Zero dando vita ad un breve scontro terminato dall'arrivo di E.V.A. Unite le forze i due si diressero verso la cittadina di Roanoke, i cui abitanti furono massacrati anni prima da un Wolverine condizionato e sotto il controllo di Arma X. Benché sorpresi di aver trovato anche lui fra le rovine della cittadina, i tre finalmente incontrarono un redivivo Sublime che scatenò i suoi U-Mani costringendoli alla fuga. Inspiegabilmente, il corpo di Fantomex ed i rottami di E.V.A. vennero ritrovati in un campo di grano.
Riuscito a sopravvivere inspiegabilmente, Fantomex venne contattato dal mutate Shortpack e rifiutò di aiutarlo ad uccidere il venditore di armi Steinbeck (conosciuto anche come Quiet-Man) reo di aver assassinato Shepard, uno dei suoi agenti. Mentre proseguiva la sua attività criminale a Monte Carlo incontrò la mutaforma Mystica impegnata nella ricerca dello scomparso Shortpack. Insospettito, Fantomex la seguì di nascosto durante la sua operazione di salvataggio e scoprì il suo piano per uccidere Xavier; in cambio del suo silenzio la obbligò ad affettuare un furto senza rivelarle l'oggetto (un vecchio costume dell'Uomo Ragno) ma al momento dello scambio la mutaforma infettò sia lui che E.V.A. con un virus T.O. uccidendoli, apparentemente, per mantenere segreto il suo piano. In realtà Mystica finse perché consapevole di essere spiata da Steinbeck e questo le diede l'opportunità di catturarlo e liberare Shortpack con l'aiuto di Fantomex.

### Dark Reign
Interessato all'acquisizione delle tecnologie sviluppate nel Mondo, Osborn inviò sul campo una squadra di sperimentali Deathlok per prenderne il controllo. Noh-Varr chiese quindi aiuto a Wolverine per impedire che il suo ex-boss riuscisse nel suo piano ed insieme si diressero al Mondo dove vennero attaccati da un esercito di fedeli creati da Arma XVI, la religione vivente. Soccorso da Fantomex, che grazie ai naniti presenti nel suo cervello è incapace di credere in qualsiasi cosa più "grande" di sé, Noh-Varr si lasciò da lui guidare al centro operativo dell'esercito mentre Wolverine venne condizionato in modo da ingrossare le file di Arma XVI. Giunti al cervello del Mondo, ora senziente, mentre Fantomex si occupava di tenere a bada l'esercito di fedeli Noh-Varr disabilitò Arma XVI baciandolo e mostrandogli un po' di affetto e compassione. Ritornato alla normalità, Wolverine affiancò gli altri due nello scontro con i Deathlok di Osborn, sconfiggendoli. Utilizzando un raggio rimpicciolitore rubato a Destino, Fantomex rimpicciolì il Mondo e decise di prendersene cura portandolo sempre con sé prima di tornare alla sua attività di ladro.

## Poteri e abilità
Fantomex è dotato di forza, velocità, destrezza e resistenza superumani, inoltre possiede un fattore rigenerante potenziato dall'acqua; Fantomex possiede tre cervelli multipli, capaci di pensiero indipendente e parallelo l'uno dall'altro e sangue nano-attivo: i naniti presenti nel suo sangue e nel suo cervello gli proibiscono di credere in qualsiasi cosa o essere più "grande" di sé stesso (come Dio o altre grandi entità sovrannaturali); Fantomex ha in dotazione inoltre un doppio sistema nervoso, il primo e più raffinato è esterno ed è contenuto in E.V.A. l'altro, presente nel suo corpo, viene usato nei momenti d'emergenza, come nel caso in cui E.V.A. dovesse essere danneggiata. Quest'ultimo sistema è molto meno complesso, molto basilare, tanto che non gli consente una visione a colori.
Tra le altre abilità e caratteristiche di Fantomex si possono ricordare: egli è un esperto decifratore del linguaggio del corpo; è abile ad imporsi un'auto-ipnosi così da operarsi da solo; inoltre è capace di creare illusioni molto realistiche; fra le sue molte armi e dotazioni conta anche numerosi pannelli in ceramica presenti nella maschera che impediscono ai telepati di accedere alla sua mente.
Addestrato nel combattimento stealth, ha notevole esperienza sia con le armi da fuoco che da taglio. Nell'uso delle armi ha una mira formidabile.

### E.V.A.
Fantomex possiede un sistema nervoso esterno, contenuto nella sua partner E.V.A., un organismo bio-meccanico, che lui afferma essere emerso dalla sua bocca durante il periodo trascorso nel Mondo. E.V.A. è capace di assumere varie forme e dimensioni, compresa quella umanoide, anche se in realtà mantiene quasi sempre la forma di una navetta volante simile ad un U.F.O., permettendo così a Fantomex e ai suoi compagni di viaggiare velocemente da un posto all'altro comodamente seduti al suo interno. La relazione tra di loro, oltre che telepatica, è empatica cosicché quando l'uno prova dolore, anche l'altra lo sperimenta; inoltre è anche una relazione di tipo simbiotico, per cui E.V.A. soffre quando sta troppo a lungo distante da lui; al contrario quando E.V.A. è lontana, Fantomex non prova dolore o soffre per le ferite eventualmente riportate da questa entità. Oltre a permettere di guidarla a distanza e utilizzare i suoi "occhi" per avere un altro tipo di visuale, E.V.A è anche dotata di un proprio armamento capace di generare e rilasciare potenti raggi energetici.

## Altre versioni

### Spettri dal futuro
Nella futuro alternativo, a 150 anni dalla morte di Jean Grey, Bestia (posseduto da Sublime) governa un mondo in rovina al cui dominio si oppongono gli X-Men formati da E.V.A., Becco (nipote dell'odierno Becco), Tom Skylark e la Sentinella Rover, Wolverine, le Tre-In-Una, No-Girl e Cassandra Nova-Xavier. Sviluppata una forma umanoide E.V.A. si rifiuta di "legarsi" a qualsiasi umano dopo quello che accadde a Fantomex (in verità mai pienamente spiegato alcuni spunti hanno lasciato intendere che l'araldo U-Mano della Besta, Apollyon il Distruttore, fosse proprio Fantomex).

### X-Men: The End
Apparso brevemente come illusione indotta da Mastermind e Lady Mastermind, Fantomex viene mostrato insieme a X-23 con una bambina in braccio.

## Altri media

### Televisione
Fantomex compare in Marvel Super Heroes: What The--?!.

### Videogiochi
Fantomex compare in:
- Marvel vs. Capcom 3: Fate of Two Worlds
- Marvel: Avengers Alliance
- Marvel Future Fight
- Marvel Strike Force